# Lliga Catalana de Futbol Professional
La Lliga Catalana de Futbol Professional és una marca que va intentar registrar la Federació Catalana de Futbol el 2015 com a nom de la màxima categoria en una possible Catalunya independent. La Lliga de Futbol Professional espanyola va manifestar la seva oposició i alguns mitjans van fer hipòtesis sobre els equips que hi participarien. Els clubs participants d'aquesta lliga s'especulava que fossin:
- FC Ascó
- CF Badalona
- FC Barcelona
- UE Cornellà
- RCD Espanyol
- UE Figueres
- CF Gavà
- Girona FC
- EC Granollers
- CE L'Hospitalet
- CE Júpiter
- UE Llagostera
- Lleida Esportiu
- CF Muntanyesa
- CF Reus Deportiu
- Nàstic de Tarragona
- UE Olot
- AE Prat
- CE Sabadell
- UE Sant Andreu
- Terrassa FC
- CE Europa